# Rabinal
Rabinal (del queqchí «rabin», "hija" y «aal», "lugar" significa «Lugar de la Hija del Señor») es un municipio del departamento de Baja Verapaz en la República de Guatemala. En la región de las Verapaces, es uno de municipios más antiguos, ya que su cabecera municipal fue fundado el 25 de enero de 1538, por Fray Bartolomé de las Casas, O.P. y Fray Pedro de Angulo, O.P. con el nombre de «San Pablo Rabinal». 
Ubicado en el centro norte del país, es famoso por el Rabinal Achí, obra literaria representativa de la cultura maya prehispánica y limita con los siguientes municipios: al norte con Uspantán del Departamento del Quiché, al sur con Santa Cruz el Chol, Granados y Salamá, al oriente con San Miguel Chicaj y al occidente con Cubulco también municipios de Baja verapaz. Cuenta con veintiocho aldeas y cincuenta caseríos y está ubicado en una depresión de la Sierra de Chuacús.

Falta la información de la distancia que hay en kilómetros, de la ciudad capital de Guatemala hacia Rabinal.. gracias

## Escudo del municipio
Rabinal se identifica con el emblema diseñado por Héctor Efraín Ayala    con 
```
Morales, cuyos elementos que lo integran dan un significado sustraído desde las épocas antiguas de su fundación tradicionalista hasta nuestra época presente. El escudo representa aspectos importantes del cual se describe cada uno de ellos:
```

- El libro: significa su historia y tradiciones, como el manuscrito de la obra de Rabinal Achi, declarado Patrimonio Cultural de la Humanidad.
- El laurel: significa el honor que se le da al pueblo de Rabinal, Baja Verapaz.
- La cruz: Habla de su acento religioso católico, y que fue conquistado a través del Cristianismo por Fray Bartolomé de las Casas.
- El chinchin: Manifiesta de este pueblo laborioso su artesanía del fruto llamado morro e industrias.
- La naranja: Productividad antigua, famosa hasta nuestro días se da en los meses de octubre a enero.

## Geografía física

### Clima
La cabecera municipal de Rabinal tiene clima tropical (Clasificación de Köppen: Aw).
| Parámetros climáticos promedio de Rabinal | Parámetros climáticos promedio de Rabinal | Parámetros climáticos promedio de Rabinal | Parámetros climáticos promedio de Rabinal | Parámetros climáticos promedio de Rabinal | Parámetros climáticos promedio de Rabinal | Parámetros climáticos promedio de Rabinal | Parámetros climáticos promedio de Rabinal | Parámetros climáticos promedio de Rabinal | Parámetros climáticos promedio de Rabinal | Parámetros climáticos promedio de Rabinal | Parámetros climáticos promedio de Rabinal | Parámetros climáticos promedio de Rabinal | Parámetros climáticos promedio de Rabinal |
| Mes                                       | Ene.                                      | Feb.                                      | Mar.                                      | Abr.                                      | May.                                      | Jun.                                      | Jul.                                      | Ago.                                      | Sep.                                      | Oct.                                      | Nov.                                      | Dic.                                      | Anual                                     |
| ----------------------------------------- | ----------------------------------------- | ----------------------------------------- | ----------------------------------------- | ----------------------------------------- | ----------------------------------------- | ----------------------------------------- | ----------------------------------------- | ----------------------------------------- | ----------------------------------------- | ----------------------------------------- | ----------------------------------------- | ----------------------------------------- | ----------------------------------------- |
| Temp. máx. media (°C)                     | 27.5                                      | 28.8                                      | 30.5                                      | 30.7                                      | 30.0                                      | 28.5                                      | 28.4                                      | 28.7                                      | 28.3                                      | 27.8                                      | 27.7                                      | 27.8                                      | 28.7                                      |
| Temp. media (°C)                          | 20.5                                      | 21.4                                      | 23.1                                      | 23.8                                      | 23.7                                      | 23.2                                      | 23.0                                      | 23.0                                      | 22.7                                      | 22.2                                      | 21.3                                      | 20.8                                      | 22.4                                      |
| Temp. mín. media (°C)                     | 13.5                                      | 14.1                                      | 15.7                                      | 16.9                                      | 17.4                                      | 18.0                                      | 17.6                                      | 17.3                                      | 17.1                                      | 16.6                                      | 15.0                                      | 13.8                                      | 16.1                                      |
| Precipitación total (mm)                  | 5                                         | 9                                         | 10                                        | 24                                        | 90                                        | 188                                       | 125                                       | 69                                        | 132                                       | 84                                        | 27                                        | 6                                         | 769                                       |
| Fuente: Climate-Data.org                  |                                           |                                           |                                           |                                           |                                           |                                           |                                           |                                           |                                           |                                           |                                           |                                           |                                           |

### Ubicación geográfica
Rabinal se encuentra en el departamentode Baja Verapaz, en una región de bosque subtropical seco y en algunos lugares húmedo, con pendientes y quebradas pronunciadas. Es atravesado por el Río Negro o Río Chixoy y la Sierra de Chuacús.
Está rodeado por municipios del departamento de Baja Verapaz, excepto al norte, en donde colinda con Uspantán, del departamento de Quiché:
- Norte: Uspantan, municipio del departamento de Quiché
- Sur: Santa Cruz el Chol y Granados
- Este: San Miguel Chicaj
- Sureste: Salamá
- Oeste: Cubulco[6]

|                | Norte: Uspantan                  |                         |
| Oeste: Cubulco |                                  | Este: San Miguel Chicaj |
|                | Sur: Santa Cruz el Chol Granados | Sureste: Salamá         |

## Gobierno municipal
Los municipios se encuentran regulados en diversas leyes de la República, que establecen su forma de organización, lo relativo a la conformación de sus órganos administrativos y los tributos destinados para los mismos.  Aunque se trata de entidades autónomas, se encuentran sujetos a la legislación nacional y las principales leyes que los rigen desde 1985 son:
| N.º | Ley                                                | Descripción |
| --- | -------------------------------------------------- | --- |
| 1   | Constitución Política de la República de Guatemala | Tiene una regulación legal específica para los municipios en los artículos 253 al 262. |
| 2   | Ley Electoral y de Partidos Políticos              | Ley de carácter constitucional aplicable a los municipios en el tema de la conformación de sus autoridades electas. |
| 3   | Código Municipal                                   | Decreto 12-2002 del Congreso de la República de Guatemala. Tiene la categoría de ley ordinaria y contiene preceptos generales aplicables a todos los municipios, e inclusive contiene legislación referente a la creación de los municipios.             |
| 4   | Ley de Servicio Municipal                          | Decreto 1-87 del Congreso de la República de Guatemala. Regula las relaciones entra la municipalidad y los servidores públicos en materia laboral. Tiene su base constitucional en el artículo 262 de la constitución que ordena la emisión de la misma. |
| 5   | Ley General de Descentralización                   | Decreto 14-2002 del Congreso de la República de Guatemala. Regula el deber constitucional del Estado, y por ende del municipio, de promover y aplicar la descentralización y desconcentración económica y administrativa.                                |

El gobierno de los municipios está a cargo de un Concejo Municipal mientras que el código municipal —ley ordinaria que contiene disposiciones que se aplican a todos los municipios— establece que «el concejo municipal es el órgano colegiado superior de deliberación y de decisión de los asuntos municipales […] y tiene su sede en la circunscripción de la cabecera municipal»; el artículo 33 del mencionado código establece que «[le] corresponde con exclusividad al concejo municipal el ejercicio del gobierno del municipio».
El concejo municipal se integra con el alcalde, los síndicos y concejales, electos directamente por sufragio universal y secreto para un período de cuatro años, pudiendo ser reelectos.
Existen también las Alcaldías Auxiliares, los Comités Comunitarios de Desarrollo (COCODE), el Comité Municipal del Desarrollo (COMUDE), las asociaciones culturales y las comisiones de trabajo. Los alcaldes auxiliares son elegidos por las comunidades de acuerdo a sus principios y tradiciones, y se reúnen con el alcalde municipal el primer domingo de cada mes, mientras que los Comités Comunitarios de Desarrollo y el Comité Municipal de Desarrollo organizan y facilitan la participación de las comunidades priorizando necesidades y problemas.
Los alcaldes que ha habido en el municipio son:
| Año       | Nombre              | Obras |
| --------- | ------------------- | --- |
| 2012-2016 | Luis Morales Osorio | |
| 2016-2017 | Amado Pérez Xitumul | Pérez Xitumul fue asesinado junto al concejal 3.° de la municipalidad el 1 de febrero de 2017 en las afueras del poblado de Rabinal; fue el tercer alcalde o exalcade en morir asesinado en menos de una semana en Guatemala: el 25 de enero de 2017 apareció el cuerpo sin vida del alcalde Valeriano Rodríguez Cos de Samayac, en el deparatmento de Suchitepéquez y el 30 de enero fue asesinado el exalcalde de Malacatán, en el departamento de San Marcos, Juan Raúl Fuentes. |

## Historia

### Los dominicos en las Verapaces

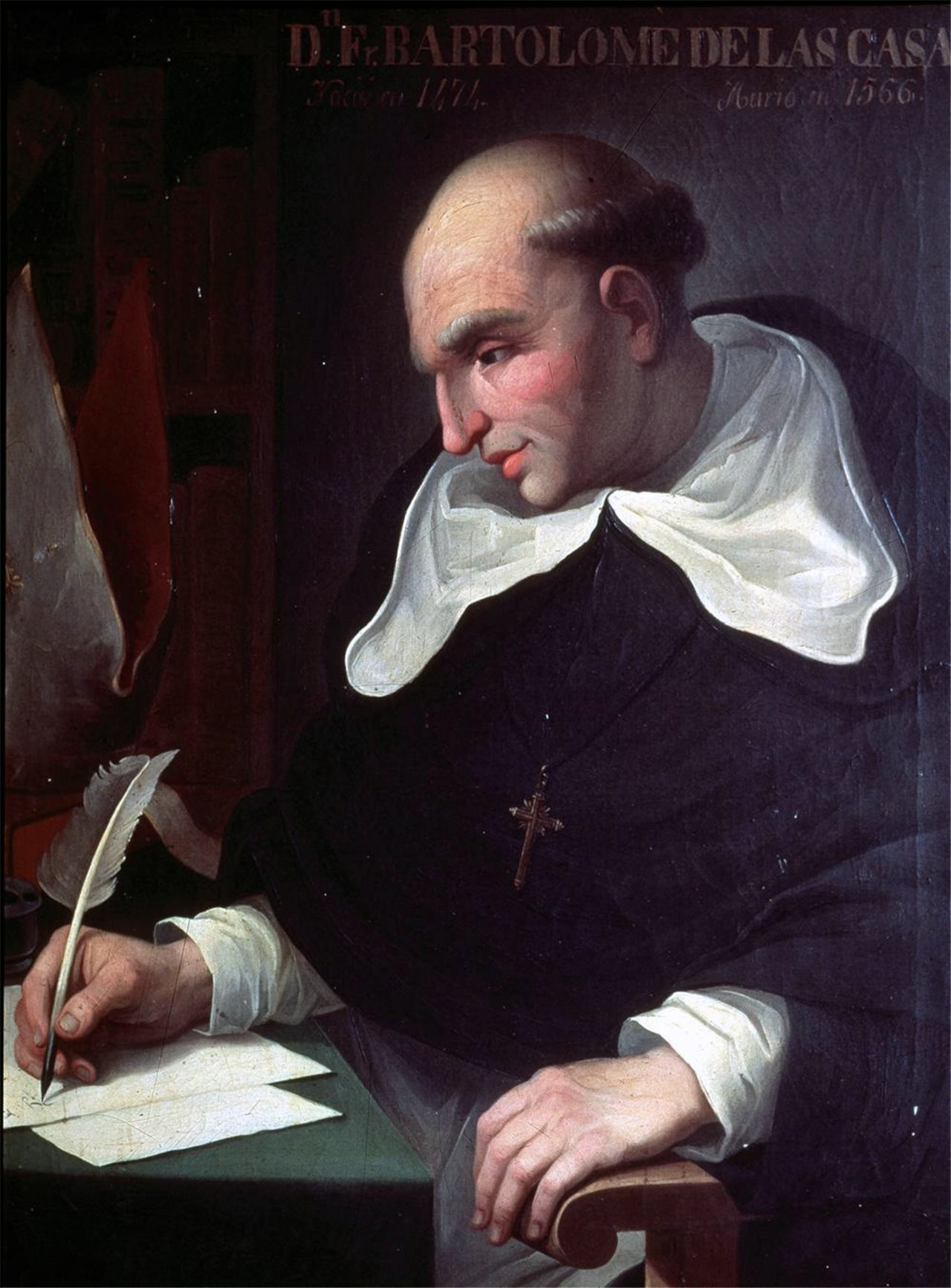
Fray Bartolomé de las Casas, O.P., quien junto a los frailes Rodrigo de Landa, Pedro de Angulo y Luis de Cáncer iniciaron la catequización de las Verapaces en 1542.

En noviembre de 1536, el fraile Bartolomé de las Casas, O.P. se instaló en Santiago de Guatemala. Meses después el obispo Juan Garcés, que era amigo suyo, le invitó a trasladarse a Tlascala. Posteriormente, volvió a trasladarse a Guatemala. El 2 de mayo de 1537 consiguió del gobernador licenciado Don Alfonso de Maldonado un compromiso escrito ratificado el 6 de julio de 1539 por el Virrey de México Don Antonio de Mendoza, que los nativos de Tezulutlán, cuando fueran conquistados, no serían dados en encomienda sino que serían vasallos de la Corona. Las Casas, junto con otros frailes como Pedro de Angulo y Rodrigo de Ladrada, buscó a cuatro indios cristianos y les enseñó cánticos cristianos donde se explicaban cuestiones básicas del Evangelio. Posteriormente encabezó una comitiva que trajo pequeños regalos a los indios (tijeras, cascabeles, peines, espejos, collares de cuentas de vidrio...) e impresionó al cacique, que decidió convertirse al cristianismo y ser predicador de sus vasallos. El cacique se bautizó con el nombre de Juan. Los nativos consintieron la construcción de una iglesia pero otro cacique llamado Cobán quemó la iglesia. Juan, con 60 hombres, acompañado de Las Casas y Pedro de Angulo, fueron a hablar con los indios de Cobán y les convencieron de sus buenas intenciones.
Las Casas, fray Luis de Cáncer, fray Rodrigo de Ladrada y fray Pedro de Angulo, O.P. tomaron parte en el proyecto de reducción y pacificación, pero fue Luis de Cáncer quien fue recibido por el cacique de Sacapulas logrando realizar los primeros bautizos de los habitantes. El cacique «Don Juan» tomó la iniciativa de casar a una de sus hijas con un principal del pueblo de Cobán bajo la religión católica.
Las Casas y Angulo fundaron el pueblo de Rabinal, y Cobán fue la cabecera de la doctrina católica. Tras dos años de esfuerzo el sistema de reducción comenzó a tener un éxito relativo, pues los indígenas se trasladaron a terrenos más accesibles y se fundaron localidades al modo español. El nombre de «Tierra de Guerra» fue sustituido por el de «Vera Paz» (verdadera paz), denominación que se hizo oficial en 1547.

### Doctrina de los dominicos

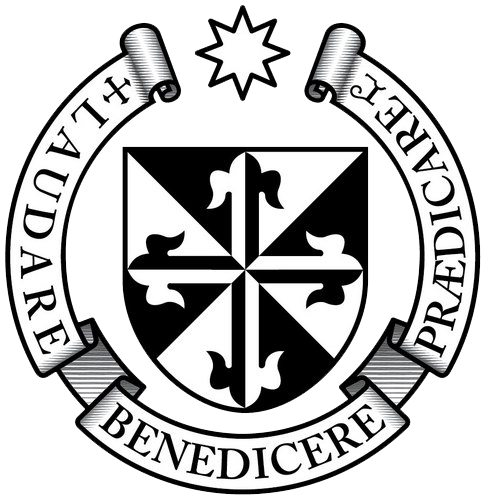
Escudo de la Orden de Predicadores.

La Corona española se enfocó en la catequización de los indígenas; las congregaciones fundadas por los misioneros reales en el Nuevo Mundo fueron llamadas «doctrinas de indios» o simplemente «doctrinas». Originalmente, los frailes tenían únicamente una misión temporal: enseñarle la fe católica a los indígenas, para luego dar paso a parroquias seculares como las establecidas en España; con este fin, los frailes debían haber enseñado los evangelios y el idioma español a los nativos. Ya cuando los indígenas estuvieran catequizados y hablaran español, podrían empezar a vivir en parroquias y a contribuir con el diezmo, como hacían los peninsulares.
Pero este plan nunca se llevó a cabo, principalmente porque la corona perdió el control de las órdenes regulares tan pronto como los miembros de éstas se embarcaron para América. Por otra parte, protegidos por sus privilegios apostólicos para ayudar a la conversión de los indígenas, los misionares solamente atendieron a la autoridad de sus priores y provinciales, y no a la de las autoridades españolas ni a las de los obispos. Los provinciales de las órdenes, a su vez, únicamente rendían cuentas a los líderes de su orden y no a la corona; una vez habían establecido una doctrina, protegían sus intereses en ella, incluso en contra de los intereses del rey y de esta forma las doctrinas pasaron a ser pueblos de indios que se quedaron establecidos para todo el resto de la colonia.
Las doctrinas fueron fundadas a discreción de los frailes, ya que tenían libertad completa para establecer comunidades para catequizar a los indígenas, con la esperanza de que estas pasaran con el tiempo a la jurisdicción de una parroquia secular a la que se le pagaría el diezmo; en realidad, lo que ocurrió fue que las doctrinas crecieron sin control y nunca pasaron al control de parroquias. La administración colectiva por parte del grupo de frailes eran la característica más importante de las doctrinas ya que garantizaba la continuación del sistema de la comunidad en caso falleciese uno de los dirigentes.
En 1638, los dominicos separaron a sus grandes doctrinas —que les representaban considerables ingresos económicos— en grupos centrados en sus seis conventos:  Los conventos estaban en: la ciudad de Santiago de los Caballeros de Guatemala, Amatitlán, Verapaz, Sonsonate, San Salvador y Sacapulas. Específicamente el convento de la Ciudad de Santiago de los Caballeros de Guatemala, la doctrina abarcaba los poblados de Chimaltenango, Jocotenango, Sumpango, San Juan Sacatepéquez, San Pedro Sacatepéquez, Santiago Sacatepéquez, Rabinal, San Martín Jilotepeque, Escuintla, Milpas Altas, Milpas Bajas, San Lucas Sacatepéquez, y el Barrio de Santo Domingo en la ciudad.

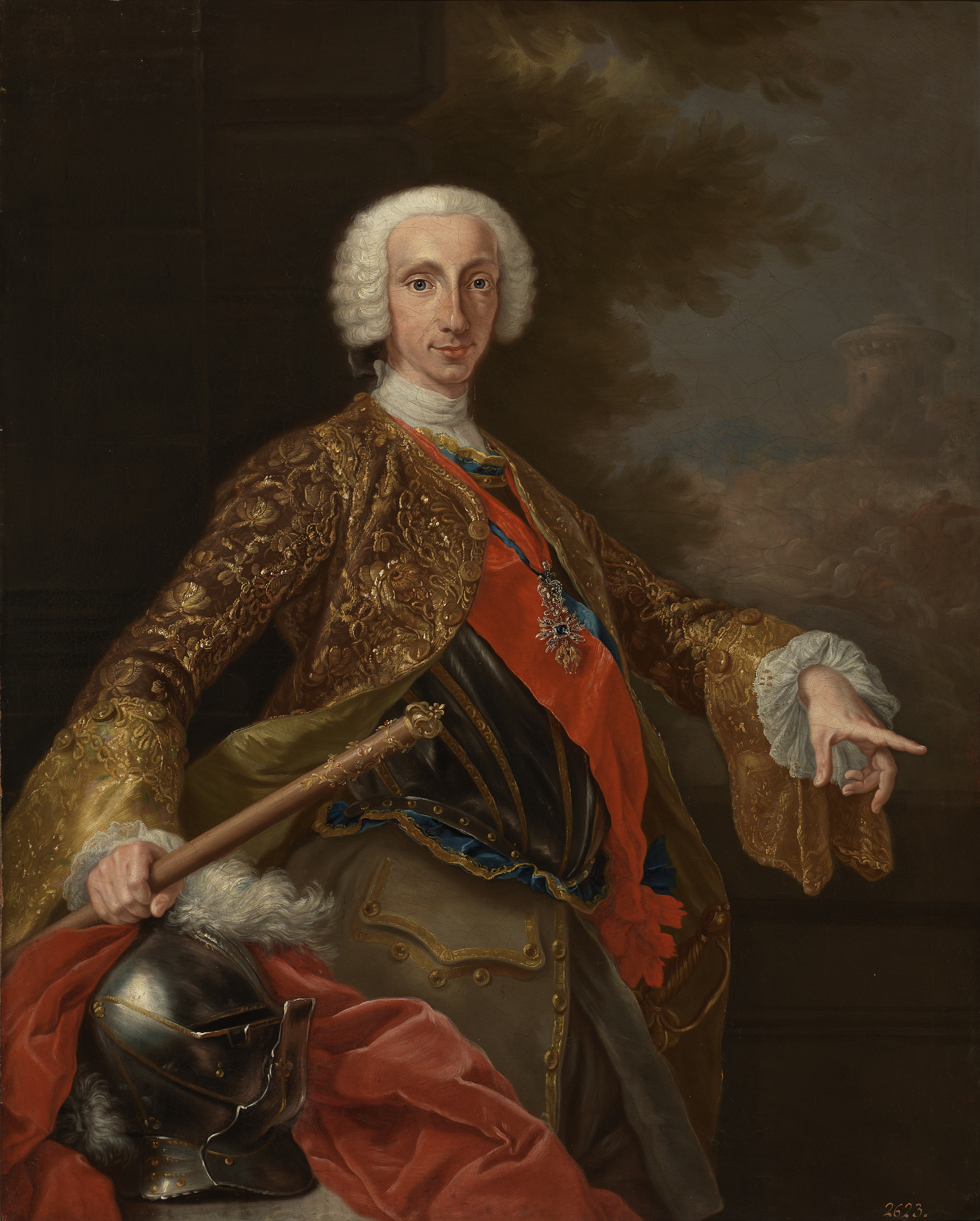
Rey Carlos III de España, promotor de las reformas borbónicas.

En 1754, en virtud de una Real Cédula parte de las Reformas Borbónicas, todos los curatos de las órdenes regulares fueron traspasados al clero secular.
En 1765 se publicaron las reformas borbónicas de la Corona española, que pretendían recuperar el poder real sobre las colonias y aumentar la recaudación fiscal. Con estas reformas se crearon los estancos para controlar la producción de las bebidas embriagantes, el tabaco, la pólvora, los naipes y el patio de gallos. La real hacienda subastaba el estanco anualmente y un particular lo compraba, convirtiéndose así en el dueño del monopolio de cierto producto. Ese mismo año se crearon cuatro subdelegaciones de la Real Hacienda en San Salvador, Ciudad Real, Comayagua y León y la estructura político administrativa de la Capitanía General de Guatemala cambió a quince provincias:
Además de esta redistribución administrativa, la Corona española estableció una política tendiente a disminuir el poder de la Iglesia católica, el cual hasta ese momento era prácticamente absoluto sobre los vasallos españoles. Esta política de disminución de poder de la iglesia se basaba en la Ilustración

### Tras la Independencia de Centroamérica
El Estado de Guatemala fue definido de la siguiente forma por la Asamblea Constituyente de dicho estado que emitió la constitución del mismo el 11 de octubre de 1825: «el estado conservará la denominación de Estado de Guatemala y lo forman los pueblos de Guatemala, reunidos en un solo cuerpo.  El estado de Guatemala es soberano, independiente y libre en su gobierno y administración interior.»
Cahabón fue uno de los municipios originales del Estado de Guatemala en 1825; se encontraba en el departamento de Verapaz cuya cabecera era Cobán y tenía a los municipios de Cobán, Cahabón, Tactic, Salamá y Rabinal, además del distrito de Petén.
La constitución del Estado de Guatemala promulgada el 11 de octubre de 1825 también estableció los circuitos para la administración de justicia en el territorio del Estado;  Rabinal fue sede del circuito del mismo nombre, el cual incluía a las haciendas y trapiches de Salán, El Chol, Urrán, Rabinalá, Cubulco y Chibuc.

### Durante la Reforma Liberal
Rabinal fue elevado a la categoría de Villa, según Decreto n.º 63 del 29 de octubre de 1825 y posteriormente en 1893 fue elevado a la categoría de ciudad, según tomo n.º 32897 Acuerdo Gubernativo del Ministerio de Gobernación y Justicia sin número del 2-08:
| Decreto de elevación de Rabinal a la categoría de Villa En los depósitos del Archivo General de Centro América, se encuentra el tomo No. 32897 de Acuerdos Gubernativos del Ministerio de Gobernación y Justicia del Período junio a diciembre de 1893 y el acuerdo gubernativo sin número de fecha 2 de agosto de 1893 que copiada literalmente dice: Palacio Nacional. Guatemala 2 de agosto de 1893. el Presidente Constitucional de la República con vista de la solicitud de la Municipalidad de la Villa de Rabinal, Departamento de Baja Verapaz, sobre que se eleve a la categoría de la ciudad la referida villa, por la importancia a que ha llegado por su comercio é industrias y por el grado de cultura que ha alcanzado en estos últimos años; y atendiendo además a que la población cuenta con más de diez mil habitantes y posee competente número de escuelas y los edificios públicos indispensables para el bien servicio y conformándose con el dictamen fiscal. Acuerda: Acceder a la solicitud de que se ha hecho mérito. Comuníquese, Reyna Barrios. El secretario de Gobernación y Justicia Manuel Estrada Cabrera República de Guatemala. —Tomado de El Guatemalteco, 2 de agosto de 1893 |

A principios de 1897, durante el gobierno del general José María Reyna Barrios, la revista cultural La Ilustración Guatemalteca empezó a publicar artículos sobre los estudiantes más aventajados de los colegios e institutos del país.  En la edición del primero de enero de ese año, hicieron un reconocimiento a tres estudiantes del Instituto Agrícola de Indígenas: Victoriano Abac, Evaristo Manuel T. -originario de Pichec en Rabinal- y Pedro Bertrán, de quienes publicaron escritos autobiográficos en castellano y su fotografía.  La introducción que se hizo a dichos escritos, es representativa de lo que se pensaba de los indígenas en Guatemala en ese tiempo:
| Los indios que se redimen En nuestra galería de los alumnos más aprovechados durante el año de 1896 en los establecimientos de enseñanza, ocupan simpático lugar tres indios, como representantes de la raza desventurada durante tres siglos de colonia y setenticinco años de república, hasta que el actual gobernante guatemalteco fundó un Instituto especial para redimirla con las luces del siglo. Tres años lleva apenas de existencia aquel colegio, y ya los 205 inditos que allí se educan, entre otras ventajas obtienen la inapreciable de hablar y escribir el idioma nacional. Como muestra de que en tan poco tiempo logran adelantos, y para que el lector patriota goce con la ingenua expresión de nuestros aborígenes que se regeneran con la enseñanza, publicamos las autobiografías de los que figuran en nuestro grabado. No les hemos hecho la más leve corrección; van como han salido de aquellos cerebros donde un claro de luz comienza a borrar atavismos y a dar energías que, en no lejano tiempo, harán de ellos fuerzas útiles a la patria. —La Ilustración Guatemalteca, 1 de enero de 1897. |

Leyendo la biografía de Evaristo Manuel T. se obtiene una descripción de la situación de los aborígenes guatemaltecos a finales del siglo xix: en perfecto castellano describe que era originario de la aldea Pichec en el municipio de Rabinal, Baja Verapaz; desde temprana edad ayudó en las tareas del hogar, principalmente pastoreando el ganado y haciendo encomiendas para sus padres.  Esta actividad la realizó hasta los once años de edad, cuando las autoridades de Pichec le exigieron a sus padres que lo llevaran a la escuela de la aldea; allí estuvo hasta que sufrió un accidente y se fracturó un brazo, lo que lo forzó a abandonar la escuela y a regresar con sus padres y ayudarlos en las tareas agrícolas. Al año siguiente logró continuar sus estudios en Cobán, a cambio de servir al Inspector de Instrucción Pública como sirviente en su despacho, pero nuevamente tuvo que dejar de estudiar para ayudar a sus padres hasta que, finalmente, obtuvo una beca para estudiar en el Instituto Agrícola en 1894.

## Educación
En Rabinal funcionó el Centro de Formación de Artesanos, el cual fue patrocinado por la Fundación Juan Bautista Gutiérrez y capacitó a jóvenes de ambos sexos en corte y confección, carpintería, herrería, sastería y electricidad residencial